# KCalc
Kcalc是一個計算器程式。在預設情況下它提供基本的計算功能。
額外的按鈕用於科學和工程計算（如三角函數和對數函數），統計數據和邏輯功能可以根據需要啟用。有6個額外的按鈕可被預設為數學常數和物理常數或自定值。

## 功能
- KCalc 提供三角函數、邏輯運算，還能夠做到統計計算。
- KCalc可讓您剪下和貼上數字。
- KCalc 的成果堆棧功能可讓您方便地記得以前的結果。

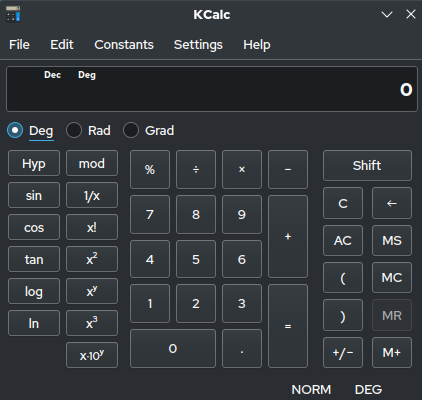
KCalc with Science mode enabled

- 您可以配置KCalc的顯示顏色和字體。
- 您可以配置KCalc的精度和位數。
- KCalc提供了大量有用的按鍵綁定。

## 外部連結
- The KCalc Handbook （页面存档备份，存于）